# Síndrome polar T3
El síndrome polar T3 es la condición psicológica a la que se ven sometidos los trabajadores y científicos de las bases científicas (en el caso de la Antártida) y residentes (más al norte del círculo polar ártico). El síndrome está causado por la reducción de las hormonas tiroideas T3.
Los síntomas son: pérdida de memoria, déficit cognitivo e bipolaridad. Dicho trastorno es un estado de fuga conocido coloquialmente como: "ausencia antártica".